# Hàu Mỹ
Hàu Mỹ (Danh pháp khoa học: Crassostrea virginica) là một loài hàu trong họ Ostreidae phân bố ở Mỹ. Đây là một loại hàu có giá trị kinh tế và được nuôi nhiều ở Mỹ.

## Hàu nuôi
Hàng triệu con hàu đang được nuôi tại các vùng biển ở New York và các thành phố khác nhằm làm sạch môi trường nước bị ô nhiễm. Con hàu và các loài thủy sản có vỏ khác có thể làm sạch các chất độc và bụi bẩn. Việc khôi phục số lượng loài hàu tại sông Hudson gần Yonkers, bắc New York vì loài hàu giúp cải thiện môi trường sống thủy sinh, có tác dụng thu hút các loài thủy sản và sinh vật biển khác vào khu vực chúng sống. Các con hàu này chỉ nên sử dụng để làm sạch ô nhiễm, không nên ăn hay thu hoạch để bán. Một mẫu (0,4 ha mặt nước nuôi trồng) với 1 triệu con hàu cần khoản chi phí ít nhất là 50.000 USD. Mỗi con hàu có khả năng lọc khoảng 189,26 lít nước bẩn mỗi ngày.

## Thị trường
Hiện nay Mỹ nhập khẩu hầu hết các sản phẩm hàu nuôi, khai thác, hun khói và các loại khác cùng tăng trưởng từ 16 - 123%, riêng sản phẩm hàu hun khói được Mỹ nhập khẩu nhiều nhất và chiếm đến 46,3% tổng giá trị, trong khi sản phẩm hàu khai thác chỉ chiếm chưa đến 2% thị phần. Xuất khẩu hàu của Mỹ cũng tăng trưởng nhẹ 1% về khối lượng và 6% về giá trị so với cùng kỳ năm trước, mặt hàng hàu tươi sống chiếm tỷ trọng cao nhất trên 70% tổng xuất khẩu mặt hàng này của Mỹ với khối lượng 1.820 tấn và giá trị 13,3 triệu USD, trong khi sản phẩm hàu đông lạnh và các loại khác của Mỹ lại xuất chủ yếu sang Hồng Kông.
Trước đây Trung Quốc đã từng nhập khẩu khoảng 4.140 con Hàu các loại từ bang Washington Mỹ, nay Trung Quốc dừng nhập khẩu Hàu biển từ Mỹ do nhiễm khuẩn, việc nuôi dưỡng và sản xuất Hàu ở khu vực eo biển Hood bị nhiễm vi khuẩn Vibrio parahaemolyticus do ô nhiễm. Đồng thời một số lượng nhỏ loại thực phẩm này đã được phía Mỹ tiến hành xuất khẩu sang các nước như Trung Quốc, Thái lan và Indonexia. Trung Quốc đã nhập khẩu khoảng 4.140 con Hàu nhiễm bệnh. Hiện nay trên thị trường hải sản tươi sống tại thành phố Bắc Kinh không còn phát hiện thấy việc kinh doanh Hàu nhiễm bệnh có nguồn gốc từ Mỹ.
Loại hàu mang tên Cape Neddick/Blue Point Oysters được khách hàng ưa thích dùng ăn sống vừa bị thu hồi tại Mỹ do nghi nhiễm vi khuẩn Vibrio parahaemolyticus. Loại khuẩn này dễ gây bệnh cho những người có hệ miễn dịch yếu, triệu chứng nhiễm khuẩn bao gồm tiêu chảy, buồn nôn, nôn, sốt và ớn lạnh. Thông thường các triệu chứng xảy ra trong vòng 24 giờ, kéo dài ba ngày.